# Geary Act
Der Geary Act (deutsch: Geary-Gesetz) ist ein US-amerikanisches Bundesgesetz aus dem Jahr 1892, das die Regelungen des Chinese Exclusion Act verschärfte und deren Gültigkeit um 10 Jahre verlängerte. Der Chinese Exclusion Act war 1880 vom Kongress verabschiedet worden, um die chinesische Einwanderung in die USA aufzuheben.

## Geschichte und Bestimmungen
Der Chinese Exclusion Act war vor dem Hintergrund einer massiven anti-chinesischen Stimmung verabschiedet worden, die in der zweiten Hälfte des 19. Jahrhunderts von breiten Teilen der amerikanischen Bevölkerung getragen wurde. Die Initiative zur Ausdehnung seiner Gültigkeitsdauer ging von Thomas J. Geary (1854–1929) aus, einem Kongressabgeordneten aus Kalifornien und Mitglied der Demokratischen Partei.
Über die Verlängerung der Gültigkeit hinaus schrieb der Geary Act die Einführung von Ausländerausweisen für alle Chinesen, die in den USA lebten, vor. Wurde dieser Ausweis nicht beantragt und ständig mitgeführt, konnte dies mit Deportation oder einjähriger Haft mit Zwangsarbeit bestraft werden. In den USA, wo die Freizügigkeit der Bürger traditionell so hoch bewertet wird, dass Personalausweise und Einwohnermeldeämter dort bis heute unbekannt sind, war dies ein Novum. Weiterhin bestimmte der Geary Act, dass Chinesen bundesweit weder als Zeugen vor Gericht auftreten noch in Habeas-Corpus-Verfahren Freilassung gegen Kaution beantragen durften. Ihre Möglichkeiten, Rechtsansprüche jeglicher Art vor Gericht zu tragen, waren dadurch drastisch beeinträchtigt.
Der Supreme Court bestätigte das Gesetz, das von der chinesischen Regierung nicht anerkannt und von vielen chinesischen Immigranten angefochten worden war, im Jahre 1893. 1902 wurde seine Gültigkeit auf unbestimmte Zeit verlängert.
Mit dem Magnuson Act wurde der Chinese Exclusion Act 1943 aufgehoben. Die Immigration chinesischer Bewerber wurde wieder zugelassen, fiel infolge der allgemeinen Einwanderungsgesetze von 1921 und von 1924 jedoch unter eine Quotenregelung, unter deren Geltung pro Jahr nicht mehr als 105 chinesische Immigranten einreisen durften. Erst mit dem Immigration and Naturalization Services Act des Jahres 1965 wurden die Quoten aufgehoben, sodass wieder nennenswerte Zahlen von chinesischen Einwanderern ins Land kommen durften.